# Kortörad elefantnäbbmus
Kortörad elefantnäbbmus (Macroscelides proboscideus) är ett däggdjur i familjen springnäbbmöss (Macroscelididae). Den listades en längre tid som enda arten i släktet Macroscelides och året 2014 beskrevs med Macroscelides micus ytterligare en art i släktet.

## Kännetecken
Liksom andra arter i familjen har djuret en lång nos som påminner om en snabel. Den långa mjuka pälsen har på ovansidan en rödbrun till gråbrun färg, undersidan är ljusare, oftast ljusgrå eller vitaktig. Öronen är mera runda och kortare än hos andra springnäbbmöss. Individerna når en kroppslängd mellan 10 och 11 cm och därtill kommer en 10 till 14 cm lång svans. Vikten ligger mellan 30 och 50 gram.

## Utbredning och habitat
Utbredningsområdet sträcker sig över Namibia, södra Botswana och västra Sydafrika. Habitatet utgörs av torra regioner som öknar, halvöknar och gräsmarker.

## Levnadssätt
Marken där arten lever består vanligen av sand eller grus där enstaka buskar växer. Bland buskarnas rötter gräver individen sin bo med flera utgångar. Ibland används bon som lämnats av andra djur som gnagare. Varje individ lever utanför parningstiden ensam och har ett revir som kan vara en kvadratkilometer stort. Den är vanligen aktiv mellan skymningen och gryningen, främst när det finns många fiender i området.
Arten är allätare och livnär sig på insekter som myror och termiter samt av rötter och bär.
Parningen sker vanligen under regntiden mellan augusti och september. Dräktigheten varar cirka två månader och sedan föder honan oftast tvillingar. Ungarna är vid födelsen bra utvecklade och de dias bara 16 till 25 dagar. Efter ungefär 45 dagar är ungdjuren könsmogna. Livslängden i naturen är ett eller två år, individer i fångenskap blev upp till fyra år gamla.

## Hot
I vissa delar av utbredningsområdet blev arten undanträngt av människans aktivitet men allmänt betraktas beståndet som stabil och därför listas den som livskraftig (least concern).